# Cardeal-patriarca
Cardeal-patriarca é um título eclesiástico usado pelos Patriarcas de Lisboa e de Veneza.
Os Patriarcas de Lisboa e de Veneza têm o privilégio concedido por bula pontifícia de serem nomeados Cardeais no primeiro consistório seguinte à elevação à titularidade do respetivo patriarcado. Após a outorga do título cardinalício os Patriarcas de Lisboa e de Veneza adotam o título de Cardeal-patriarca, usando respetivamente os títulos de cardeal-patriarca de Lisboa e cardeal-patriarca de Veneza. Contudo, não se trata apenas de um título, uma vez que, no caso do Patriarca de Lisboa, o título deve-se à descoberta do Patriarcado correspondente a S. Tomé Apóstolo situado nos territórios descobertos pelos portugueses.